# Silvano Bores
Silvano Aníbal Bores-Ruiz de Huibobro (San Miguel de Tucumán, 17 de febrero de 1855-Quilino, Provincia de Córdoba, 19 de marzo de 1903) fue un político argentino que supo ser diputado nacional.

## Biografía
Cursó unos años en la efímera Facultad de Jurisprudencia y Ciencias Políticas de Tucumán. No llegó a graduarse, pero en 1875 actuó como Defensor de Pobres. Ya por entonces empezaban a aparecer sus poesías en la prensa. 
En 1878 fue ministro de Gobierno de la administración de Domingo Martínez Muñecas, hasta 1879. Activo militante del Partido Autonomista Nacional, fue diputado nacional en 1880, para completar el período de Juan Bautista Alberdi, hasta 1882. Ese año le designaron subsecretarios del Ministerio de Relaciones Exteriores, y en 1883, embajador argentino en Bolivia.
Vuelto a Tucumán, fundó el diario El Deber (1885), y desempeñó la dirección de la Escuela Normal de Tucumán (1886-87).
Como partidario del presidente Miguel Juárez Celman, tuvo un rol saliente, en 1887, en la revolución que derrocó al gobernador Juan Posse. Sería ministro de Gobierno del siguiente mandatario, Lidoro Quinteros, hasta 1888, año en que fue elegido diputado nacional. 
Ya en Buenos Aires, hizo amistad con poetas como Rubén Darío y Leopoldo Díaz. Poco después, renunció a la banca y reasumió el Ministerio. 
En 1890, tras la dimisión de Quinteros, Bores será elegido gobernador de Tucumán. Se hizo cargo de esa función el 17 de junio, pocas semanas antes de la revolución del Parque que derrocó a Juárez Celman. La situación lo forzó a dimitir, el 16 de septiembre.
Fundó otro efímero diario, El Tucumán, en 1891. Luego será senador provincial en 1894-1897, y nuevamente diputado nacional en 1989-1902, y desde 1902 hasta su muerte, además de diputado por Tucumán a la Constituyente Nacional de 1898. Presidió la Sociedad Sarmiento en 1895-1896.
Figura de enorme popularidad en la provincia, fue un poeta romántico y un orador de sorprendentes recursos. Una de sus célebres oraciones cívicas fue pronunciada en la Casa Histórica de Tucumán, en 1893.